# Martin Birnbaum
Martin Birnbaum (* 1970 in Friedberg in Bayern) ist ein deutscher Schauspieler und Musicaldarsteller.

## Leben
Birnbaum studierte Schauspielerei und Gesang an der Stella Academy in Hamburg und beim Lehrpersonal des Mozarteums Salzburg. Er spielte am Theater der Stadt Aalen, am Theater Toppler in Rothenburg ob der Tauber, bei den Bad Gandersheimer Domfestspielen und bei den Schlossfestspiele Ettlingen, wo er in der Operette Die schöne Helena und im Musical Chess zu hören und sehen war. An der Neuköllner Oper Berlin trat er in dem experimentellen Musical Create your life! von Stephan Bruckmeier auf. 2015 verkörperte er den Hakenfingerjakob in der Experimentalfassung von Mackie Messer – eine Salzburger Dreigroschenoper von Brecht/Weill bei den Salzburger Festspielen in der Experimentalfassung von Martin Lowe. Regie führten Julian Crouch und Sven-Eric Bechtolf.
Birnbaum war Sprecher und Sänger für Hörbuch-Produktionen, beispielsweise für die Reihe Prinzessin Lillifee. Außerdem war er engagiert für die CD-Produktionen  Kalif Storch, Vom Geist der Weihnacht und Jesus Christ Superstar.

## Rollen
- Benno von Uppsala in Der Name der Rose nach Umberto Eco
- Scarlet Pimpernel bei den Clingenburg Festspielen
- Jelineks Ein Sportstück am Theater der Stadt Aalen
- Henri in Yasmina Rezas Drei Mal Leben
- David O. Selznick in Ron Hutchinsons Mondlicht und Magnolien
- Mr. Memory in Patrick Barlows 39 Stufen
- Claude in Eric Assous Illusionen einer Ehe
- Ottokar in Curt Goetz Ingeborg, Regie: Clemens Räthel
- Marley und Scrooge im Musical Vom Geist der Weihnacht, Theater des Westens und Centro Oberhausen
- Hakenfingerjacob in Mackie Messer – eine Salzburger Dreigroschenoper, Regie: Julian Crouch/Sven-Eric Bechtolf, Salzburger Festspiele